# Iempsa
Industrias Eléctricas y Musicales Peruanas S. A., conocido por el acrónimo de Iempsa, es un sello discográfico peruano que fue fundado por Enrique Heeren el 31 de mayo de 1949 y que también fabricó los primeros discos en el país.
El 7 de julio de 1962, se lanzó el primer disco de vinilo, que incluía dos temas del conjunto huancaíno Catalina Huanca. Durante sus primeros lanzamientos, se alió con el sello discográfico alemán Odeon.
En 2009, la Asociación Peruana de Autores y Compositores (Apdayc) adquirió gran parte de las acciones de la empresa, para modernizarla. El estudio cuenta con el catálogo musical más antiguo del país, como las grabadas por los intérpretes Los Embajadores Criollos, Pastorita Huaracina y Cecilia Barraza. Además, se encargó de producir discos de Lisandro Meza y el Grupo Niche.